# Teritorij Jervis Bay
Teritorij Jervis Bay (eng. Jervis Bay Territory) je savezni teritorij Australije. Savezna vlada kupila ga je od države Novi Južni Wales 1915. zato što Teritorij australskog glavnog grada nije imao pristup moru. Bio je dio Teritorija australskog glavnog grada do 1989.